# Európa Könyvkiadó
Európa Könyvkiadó este o editură din Ungaria cu o tradiție îndelungată în publicarea literaturii în limba maghiară.

## Istoric
Editura a fost fondată în anul 1946 sub numele de Új Magyar Könyvkiadó (Noua Editură Maghiară). Activitatea ei a fost limitată în 1948 la răspândirea, în principal, a literaturii sovietice. În 1955 editurile maghiare au fost reorganizate, iar domeniul de activitate al Új Magyar Könyvkiadó a fost extins, urmând să publice literatură din întreaga lume. Numele editurii a fost schimbat în 1957 în cel de Európa Könyvkiadó.
Editura a început să publice mai multe serii de literatură de ficțiune precum seriile Diákkönyvtár (Biblioteca studentului), Világirodalom klasszikusai (Clasicii literaturii universale) și Népek meséi (Poveștile popoarelor). În 1958 a început să publice cele mai recente opere literare ale literaturii universale în seria Modern Könyvtár (Biblioteca modernă) și operele literare reprezentative ale statelor moderne în seria Dekameron. În 1966 a lansat seria Európa Zsebkönyvek (Cartea de buzunar).
Európa Könyvkiadó a fost privatizată în totalitate în 1993, funcționând de atunci ca o societate cu răspundere limitată. Ea publică în fiecare an aproximativ 180-200 de cărți noi în circa 1 milion de exemplare; aceste cărți sunt traduse din 15-20 de limbi străine.

## Conducătorii editurii

### Directori generali
- Ferenc Rákos (1951–1956)
- Lívia Bíró (1957)
- Jenő Simó (1958–1964)
- János Domokos (1965–1987)
- Levente Osztovits (1988–2006)
- Imre Barna (2006–2013)
- Miklós M. Nagy (2013–)

### Directori literari
János Domokos (1956–1964), László Wessely (1969–1978), László Antal, Zsigmond Gerencsér, Gizella Magyarósi.

### Redactori și redactori șefi
Lázár Endre Bajomi, Sára Karig, Miklós Györffy, István Bart, László Gy. Horváth, András Barkóczi, Miklós M. Nagy, Ágnes Katona, Zsuzsa N. Kiss, Olimpia Szabó.

## Serii de cărți publicate
- 100 könyv
- Európa Diákkönyvtár
- Fekete Könyvek
- Lyra Mundi
- Modern Könyvtár
- Millenniumi Könyvtár
- Napjaink Költészete

## Premii obținute
- Az év kiadója második díj (2010)
- Az év kiadója első díj (2009)
- Az év kiadója első díj (2007)
- Az év kiadója harmadik díj (2006)
- Az év kiadója harmadik díj (2005)
- Az év kiadója harmadik díj (2004)
- Az év kiadója negyedik díj (2003)
- Az év kiadója első díj (2001)

## Traduceri din limba română
Európa Könyvkiadó a publicat traducerile în limba maghiară ale unor opere literare importante din limba română precum Adela de Garabet Ibrăileanu, Drame (1990) de Eugen Ionescu, Chira Chiralina (1957) și Ciulinii Bărăganului (1961) de Panait Istrati, Donna Alba (1987) de Gib Mihăescu, Patul lui Procust (1976) de Camil Petrescu, Oraș patriarhal (1962) de Cezar Petrescu, Vânătoarea regală (1988) de Dumitru Radu Popescu, Setea (1960) de Titus Popovici, Marele singuratic (1975) de Marin Preda, Răscoala (1977) de Liviu Rebreanu, Sfârșit de veac în București (1988) de Ion Marin Sadoveanu, Locul unde nu s-a întâmplat nimic (1962), Nada Florilor (1963), Ochi de urs (1963), Baltagul (1963), Venea o moară pe Siret (1972), Frații Jderi (1978) și Divanul persian (1984) de Mihail Sadoveanu, Niște țărani (1983) de Dinu Săraru, Accidentul (1965) de Mihail Sebastian, Mara (1981) și Moara cu noroc (1988) de Ioan Slavici, Pădurea nebună (1968) și Șatra (1972) de Zaharia Stancu, La Medeleni (1966-1970) de Ionel Teodoreanu, Versuri (1978) de Nichita Stănescu, Izgonirea din rai (1961) de Ieronim Șerbu, Pasărea și umbra (1981) și Femeie, iată fiul tău (1986) de Sorin Titel, Galeria cu viță sălbatică (1980) și Însoțitorul (1984) de Constantin Țoiu, Vladia (1987) de Eugen Uricaru.

## Legături externe
- hu  „A Magyar Irodalom Története (1945-1975)”. 2 decembrie 2004. Parametru necunoscut |kiadó= ignorat (ajutor)
- hu  „Magyar életrajzi lexikon (1900-1990)”. 20 ianuarie 2003. Parametru necunoscut |kiadó= ignorat (ajutor)
- hu  „Európa Könyvkiadó Impresszuma”. Arhivat din original la 11 aprilie 2008. Accesat în 29 octombrie 2016.